# Younès Kadri
Pour les articles homonymes, voir Kadri.
Younès Kadri (en arabe : يونس قادري) est un footballeur algérien né le 4 janvier 1991 à Sétif. Il évolue au poste d'allier droit.

## Biographie
Younès Kadri évolue en première division algérienne avec les clubs de l'ES Sétif et du MC El Eulma. Il dispute un total de 97 matchs en première division, inscrivant sept buts.
Il participe à la Ligue des champions d'Afrique en 2015 avec l'équipe d'Eulma. Il se met alors en évidence en inscrivant un but contre le club soudanais d'Al Merreikh Omdurman.

## Palmarès
ES Sétif
- Championnat d'Algérie (1) :
  - Champion : 2008-09
  - Vice-champion : 2009-10